# Fudbalski Klub Škendija 2016-2017
Questa voce raccoglie le informazioni riguardanti il Fudbalski Klub Škendija nelle competizioni ufficiali della stagione 2016-2017.

## Rosa
Aggiornata al 31 gennaio 2017.
| N. |                               | Ruolo | Calciatore       |
| -- | ----------------------------- | ----- | ---------------- |
| 1  | Macedonia del Nord (bandiera) | P     | Kostadin Zahov   |
| 12 | Macedonia del Nord (bandiera) | P     | Marko Jovanovski |
| 4  | Macedonia del Nord (bandiera) | D     | Egzon Bejtulai   |
| 6  | Macedonia del Nord (bandiera) | D     | Ardian Cuculi    |
| 16 | Macedonia del Nord (bandiera) | D     | Mevlan Murati    |
| 33 | Macedonia del Nord (bandiera) | D     | Artim Položani   |
| 77 | Macedonia del Nord (bandiera) | D     | Blaže Todorovski |
| 5  | Macedonia del Nord (bandiera) | C     | Armend Alimi     |
| 8  | Macedonia del Nord (bandiera) | C     | Ennur Totre      |

| N. |                               | Ruolo | Calciatore         |
| -- | ----------------------------- | ----- | ------------------ |
| 10 | Macedonia del Nord (bandiera) | C     | Ferhan Hasani      |
| 19 | Macedonia del Nord (bandiera) | C     | Besmir Bojku       |
| 20 | Brasile (bandiera)            | C     | Nildo Victor Juffo |
| 27 | Albania (bandiera)            | C     | Shqiprim Taipi     |
| 88 | Germania (bandiera)           | C     | Stephan Vujčić     |
| 7  | Macedonia del Nord (bandiera) | A     | Besart Ibraimi     |
| 11 | Macedonia del Nord (bandiera) | A     | Demir Imeri        |
| 14 | Macedonia del Nord (bandiera) | A     | Marjan Radeski     |
| 18 | Brasile (bandiera)            | A     | Stênio Júnior      |